# منصور سینکی
منصور یونسی سینکی (زاده ۱۳۳۳ - درگذشته دوشنبه ۷ اسفند ۱۳۸۵ )  مدرس و نوازنده تار می باشد.

## زندگی هنری
عشق و علاقه او به هنر موسیقی موجب شد تا در دوران ابتدایی تحصیل به نوازندگی و موسیقی گرایش پیدا کند. وی در سال ۱۳۴۶ وارد هنرستان موسیقی شد و تا مقطع عالی در تحصیل موسیقی را ادامه داد.
وی علاوه بر تبحر در سازسازی، به عنوان مدرس و نوازنده تار فعالیت داشت. سینکی در گروه‌های مولانا، عارف، درویش، ارکستر مرکز موسیقی و... مشارکت داشته  و در آلبوم نوا (مرکب خوانی) به خوانندگی محمدرضا شجریان و اجرای گروه عارف به نوازندگی تار پرداخته است. در هنرستان و دانشگاه تدریس می‌کرد.

## آثار
نوازندگی در آلبوم های : نوا ، مرکب خوانی (محمدرضاشجریان) ، چشم براه و کیش مهر (شهرام ناظری) و کنسرت لندن ای میهن (علیرضا افتخاری) و... 